# Nur B. Ali
Nur B. Ali (Karachi, 12 oktober 1974) is een voormalig Pakistaans-Amerikaans autocoureur die anno 2009 in de ARCA RE/MAX Series reed.

## Loopbaan
- 2000: Zuidwest Formule Mazda, team Ali Motorsports (kampioen).
- 2001: Zuidwest Formule Mazda, team Ali Motorsports (kampioen).
- 2001: Zuidwest Formule Mazda Herfstserie, team Ali Motorsports (1 overwinning, kampioen).
- 2002: Zuidwest Formule Mazda, team Ali Motorsports (3e in kampioenschap).
- 2002: Zuidwest Formule Mazda Herfstseries, team Ali Motorsports (3 overwinningen, kampioen).
- 2003: Zuidwest Formule Mazda, team Ali Motorsports.
- 2004: Zuidwest Formule Mazda, team Ali Motorsports.
- 2006: Expert Star Mazda, team Ali Motorsports.
- 2006: Star Mazda, team Ali Motorsports (2e in kampioenschap).
- 2006: Zuidwest Formule Mazda, team Ali Motorsports (3 races).
- 2006-07, team A1 Team Pakistan.
- 2007: Zuidwest Formule Mazda, team Ali Motorsports (1 overwinning).
- 2007: Star Mazda, team Ali Motorsports (kampioen).
- 2008: Zuidwest Formule Mazda, team Ali Motorsports (2 overwinningen, 3e in kampioenschap).
- 2008: ARCA RE/MAX Series, team Cunningham Motorsports (kampioen).
- 2009: ARCA RE/MAX Series, team Cunningham Motorsports.

## A1GP resultaten
| Jaar    | Inschrijving     | 1          | 2          | 3          | 4          | 5          | 6          | 7          | 8          | 9          | 10         | 11         | 12         | 13         | 14         | 15         | 16         | 17         | 18         | 19         | 20         | 21         | 22         | Rang | Punten |
| ------- | ---------------- | ---------- | ---------- | ---------- | ---------- | ---------- | ---------- | ---------- | ---------- | ---------- | ---------- | ---------- | ---------- | ---------- | ---------- | ---------- | ---------- | ---------- | ---------- | ---------- | ---------- | ---------- | ---------- | ---- | ------ |
| 2006-07 | A1 Team Pakistan | NED SPR 20 | NED FEA NF | CZE SPR 20 | CZE FEA NF | BEI SPR 21 | BEI FEA NF | MAL SPR 18 | MAL FEA 21 | IND SPR 20 | IND FEA 15 | NZL SPR 18 | NZL FEA 18 | AUS SPR 20 | AUS FEA NF | RSA SPR 18 | RSA FEA 10 | MEX SPR 15 | MEX FEA 21 | SHA SPR 20 | SHA FEA 18 | GBR SPR NF | GBR FEA 17 | 22   | 1      |